# Salvadoropsis
Salvadoropsis es un género de plantas  con dos especies pertenecientes a la familia Celastraceae.

## Taxonomía
El género fue descrito por Eugène Henri Perrier de la Bâthie y publicado en Bulletin de la Société Botanique de France 91: 96. 1944. La especie tipo es: Salvadoropsis arenicola H.Perrier	

## Especies
- Salvadoropsis arenicola H.Perrier
- Salvadoropsis ludiifolia ined.